# Brume
Pour les articles homonymes, voir Brume (homonymie).
La brume est un amas de fines gouttelettes ou de fins cristaux de glace qui se sont formés  sur des particules hygroscopiques microscopiques, lorsque l'air est devenu sursaturé par rapport à l’eau ou à la glace, et qui réduisent la visibilité en surface. C'est une des formes de l'eau météorique.
Par convention, les météorologistes parlent de brume lorsque la visibilité horizontale est de plus d'un kilomètre et de brouillard si la visibilité est inférieure à un kilomètre,. Les marins utilisent souvent le terme de brume quelle que soit la visibilité horizontale et le nomment également fumée de mer quand il s'agit de brume d'évaporation.

## Composition
La composition des brumes est théoriquement identique à celle d'un nuage dont la base toucherait le sol, c'est-à-dire qu'elle peut être enrichie en molécules émises par les végétaux, vapeurs issues du sol ou de la mer et localement par de nombreux polluants de la basse atmosphère (plus ou moins solubles dans l'eau et la vapeur d'eau selon leur tension de vapeur, mesurée par la constante de Henry).
Au-dessus des villes, la brume interfère avec les polluants et poussières. Elle peut subir des modifications photochimiques sous l'effet du rayonnement ultraviolet solaire et de la lumière. Elle participe ainsi au smog photochimique (« brumes de pollution »). De nuit, éventuellement chargée de polluants (nano- et microparticules en suspension dans l'air), la brume augmente les halos lumineux qui peuvent constituer une nuisance lumineuse (pour les astronomes et riverains des zones éclairées) et participer au phénomène dit de pollution lumineuse.

## Formation

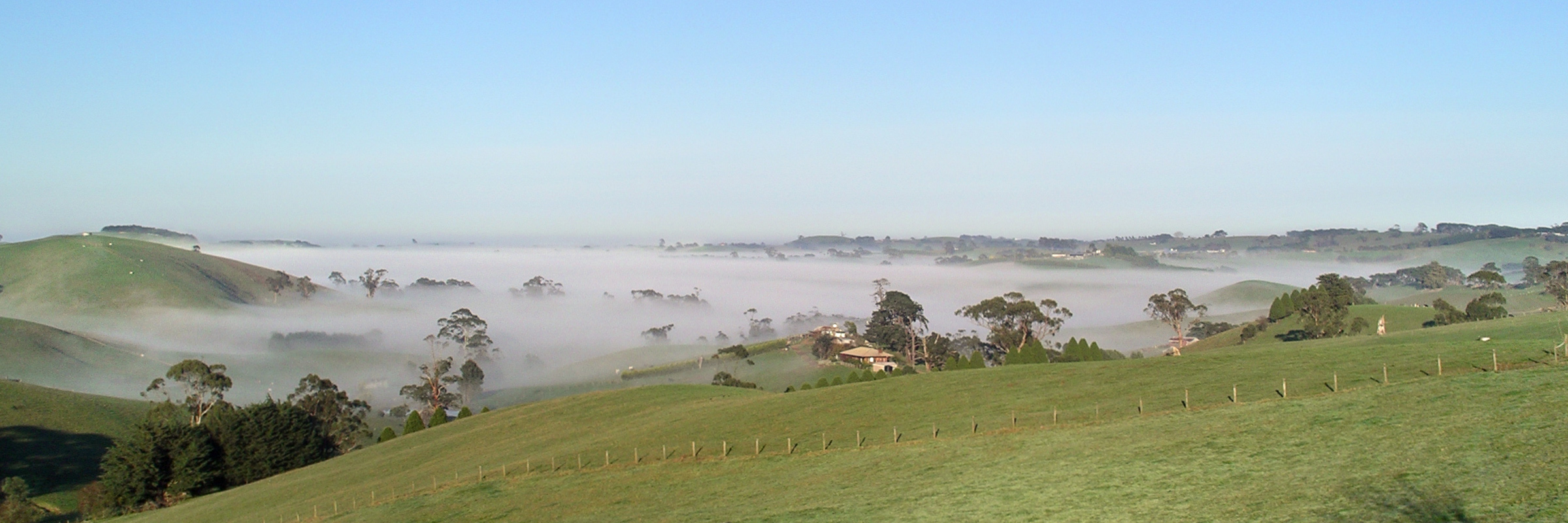
La topographie, et les microclimats qu'elle entretient, jouent un rôle dans l'apparition et la persistance des brumes. (Collines du Gippsland sud, Australie)

Les brumes marines ou terrestres sont des phénomènes physiques et météorologiques liés à la condensation de l'eau (Cf. tension de vapeur), mais qui sont en partie influencés par le vivant, via l'évapotranspiration des forêts et l'émission par certains organismes terrestres ou par des organismes marins (phytoplancton) morts qui donnent des molécules capables de nucléer la vapeur d'eau en micro-gouttelettes. Certaines activités humaines polluantes contribuent aussi à la formation de brumes artificielles qu'on appellera plutôt smogs.
Le processus de formation de la brume est identique à celui des nuages et du brouillard. Il résulte du refroidissement d'un volume d'air jusqu'à la condensation d'une partie de sa vapeur d'eau ou par ajout de vapeur d'eau pour atteindre la saturation. La condensation de la vapeur d'eau, en eau liquide ou en glace, se produit initialement autour de certains types de microparticules de matière solide (aérosols), qu'on appelle des noyaux de condensation ou de congélation. La différence entre la brume et le brouillard est essentiellement la densité dans l'air des gouttelettes produites et leurs tailles. Dans la brume les gouttelettes sont plus petites et leurs tailles moindres ce qui réduit moins fortement la visibilité.
La congélation spontanée de l'eau liquide, dans une atmosphère très pure, ne se produit pas au-dessus de −40 °C. Entre 0 et −40 °C, les gouttes d'eau restent dans un état métastable (surfusion), qui cesse dès qu'elles entrent en contact avec un noyau de condensation (poussière, cristal de glace, obstacle). Lorsque ce phénomène se produit au sol, on assiste à des brumes givrantes.

## Type

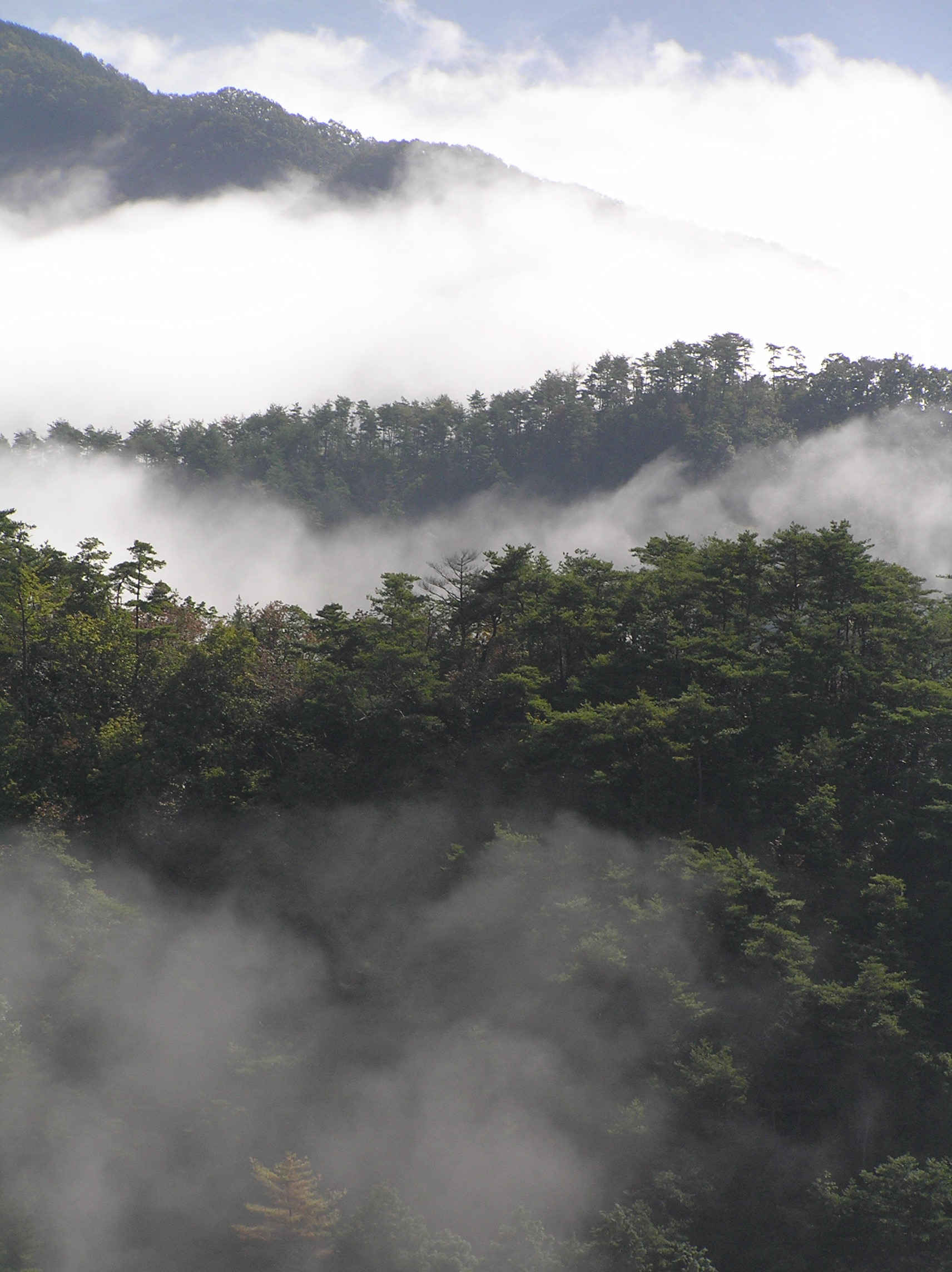
La fraîcheur des vallées et l'évapotranspiration des végétaux favorisent la condensation de bancs de brume.

Le refroidissement qui mène à la condensation peut résulter d'une perte de chaleur comme la chute du mercure la nuit ou par le passage d'une masse d'air humide au-dessus d'une surface froide. D'autre part, l'enrichissement en vapeur d'eau va se produire dans les précipitations, près des plans d'eau ou de la végétation. On note donc différents types de brume :
- Brume radiative (ou « brume de chaleur »), qui se produit lorsque le ciel est dégagé la nuit et les vents faibles, la température près du sol diminue plus rapidement qu'en altitude. Elle annonce en été une belle journée ;
- Brume d'advection : lorsque de l'air ayant une certaine température et humidité relative passe au-dessus d'une zone ayant une température inférieure, la masse d'air refroidit et la vapeur d'eau condense en brouillard. C'est le plus souvent celle que les marins subissent ;
- Brume de précipitations ;
- Brume d'évaporation ;
- Brume de mer arctique, souvent givrante ;
- Brume orographique ;
- Brume d'inversion ;
- Brume de vallée.

## Écologie
Dans quelques régions forestières du monde dites  « forêts des brumes » ou « forêt de nuages » car les brumes y sont très fréquentes, des écosystèmes spécifiques se sont développés. Les plantes épiphytes y sont beaucoup plus nombreuses et variées et accueillent une biodiversité animale et fongique généralement exceptionnelle, avec des espèces peu ordinaires dont (dans le Cerro de Pata Pajaro en Équateur) :
- une salamandre dépourvue de poumons, qui ne respire que par la peau[4] ;
- une « grenouille de verre » transparente[5] ;
- des « grenouilles de pluie » du genre Pristimantis qui pondent leurs œufs directement sur les arbres et non dans l'eau, le jeune individu sortant directement avec sa forme de grenouille, sans passer par le stade têtard[6] ;
- les plus petits geckos du monde (quelques millimètres)[4] ;
- des serpents spécialisés, mangeurs de limaces et escargots qui abondent sur la végétation qui ruissèle[4].

Ces écosystèmes sont rares et menacés. Des espèces autrefois courantes telles que le crapaud doré (Incilius periglenes) ou la plus grande vipère du monde y ont respectivement disparu et presque disparu en quelques décennies. Les espèces animales qui y vivent respirent souvent par la peau et la pollution de l'air (essentiellement acides et pesticides) les affecte particulièrement. Le réchauffement climatique aussi modifie leur environnement.
Certaines de ces forêts comportent des réserves naturelles aménagées pour un tourisme scientifique. Des parataxonomistes, des naturalistes amateurs ou « amateurs éclairés » peuvent dans une démarche de science citoyenne venir aider les botanistes et chercheurs à étudier la biodiversité exceptionnelle qu'elles abritent. Quelques passerelles sont aménagées pour étudier ou découvrir la canopée.